# Elezioni europee del 1994 in Spagna
Le elezioni europee del 1994 in Spagna si sono tenute il 10 giugno.

## Risultati
| Liste          | Liste | Gruppo         | Voti       | %     | Seggi |
| -------------- | --- | -------------- | ---------- | ----- | ----- |
|                | Partito Popolare | PPE            | 7.453.900  | 40,12 | 28    |
|                | Partito Socialista Operaio Spagnolo | PSE            | 5.719.707  | 30,79 | 22    |
|                | Sinistra Unita | GUE            | 2.497.671  | 13,44 | 9     |
|                | Convergenza e Unione • Convergenza Democratica di Catalogna • Unione Democratica di Catalogna                                                                | - ELDR PPE     | 865.913    | 4,66  | 3 2 1 |
|                | Coalizione Nazionalista • Partito Nazionalista Basco • Coalizione Canaria • Coalizione Galiziana • Unione Valenciana • Partito Aragonese • Unione Maiorchina | - PPE ARE -    | 518.532    | 2,79  | 2 1 - |
|                | Per l'Europa dei Popoli (ERC - EA) | -              | 239.339    | 1,29  | -     |
|                | Forum - Centro Democratico e Sociale | -              | 183.418    | 0,99  | -     |
|                | Herri Batasuna | -              | 180.324    | 0,97  | -     |
|                | Coalizione Andalusa (Partito Andalusista - Partito Andaluso del Progresso)                                                                                   | -              | 140.445    | 0,76  | -     |
|                | Blocco Nazionalista Galiziano | -              | 139.221    | 0,75  | -     |
|                | Gruppo Verde | -              | 109.567    | 0,59  | -     |
|                | Raggruppamento Ruiz-Mateos | -              | 82.410     | 0,44  | -     |
|                | Confederazione Ecologista di Catalogna | -              | 42.237     | 0,23  | -     |
|                | Partito Comunista dei Popoli di Spagna | -              | 29.692     | 0,16  | -     |
|                | Caccia, Pesca, Natura e Tradizioni | -              | 29.025     | 0,16  | -     |
|                | Altri <0,10% | -              | 133.393    | 0,72  | -     |
| Totale         | Totale | Totale         | 18.364.794 |       | 64    |
| Voti in bianco | Voti in bianco | Voti in bianco | 213.621    | 1,15  | -     |
| Totale         | Totale | Totale         | 18.578.415 | 100   |       |